# Krasnopillja
Krasnopillja (ukrajinsky Краснопілля, rusky Краснополье – Krasnopolje, polsky Krasnopole) je sídlo městského typu v Sumské oblasti na Ukrajině. K roku 2017 měla přes osm tisíc obyvatel.

## Poloha a doprava
Severní částí obce protéká z východu na západ Syrovatka, levý přítok Pselu v povodí Dněpru. Z jihovýchodu protéká obcí potok Hrjazna, který se do Syrovatky vlévá  severozápadně od centra obce.
Od Sum, správního střediska oblasti, je Krasnopillja vzdálena přibližně čtyřicet kilometrů jihovýchodně.

## Dějiny
Krasnopillja byla založena v roce 1640. Sídlem městského typu je od roku 1956.

### Rodáci
- Valentyna Oleksandrivna Semerenková (* 1986), biatlonistka
- Vita Oleksandrivna Semerenková (* 1986), biatlonistka